# 森村はるか
森村 はるか（もりむら はるか、1985年8月22日 - ）は、日本の元AV女優。

## 略歴
2005年4月、宇宙企画（メディアステーション）専属女優としてAVデビュー｡同年12月、引退｡
趣味は、ビーズ作り・水泳。

## 作品

### アダルトビデオ
※全作品、宇宙企画よりレンタル･発売。
- 妖精物語（2005年4月30日）
- Twinkle Girl（2005年5月29日）
- ヒ・メ・ゴ・ト（2005年6月26日）
- 恋する放課後（2005年7月29日）
- Rainbow Heart（2005年8月28日）
- はるかの悪戯メイド日記（2005年9月25日）
- エッチな妖精（2005年10月23日）
- 密猟エロス（2005年11月20日）
- DUET（2005年12月25日） - 共演:恋野恋